# Толстых, Андрей Игоревич
Андрей Игоревич Толстых (5 декабря 1936, Москва) — русский математик, видный специалист по газо- и гидродинамике, доктор физико-математических наук. Заведующий отделом прикладной математической физики ВЦ РАН, профессор МФТИ. Специалистам хорошо известны книги профессора А. И. Толстых, ряд из которых переведены и изданы за рубежом на английском языке и плодотворное участие сотрудников возглавляемого А. И. Толстых отдела в российских и международных проектах по созданию пакетов прикладных программ по математическому моделированию на основе распределённых вычислений (например, INMOST), прикладных программ по газо- и гидродинамике.

## Биография
Родился 5 декабря 1936 года в Москве. В 1960 году с отличием окончил аэромеханический факультет МФТИ.
С 1960 года по 1978 гг. трудился в ЦАГИ в должностях от старшего инженера до старшего научного сотрудника. Здесь же защитил диссертации на звание кандидата (1966) и доктора (1977) физико-математических наук.
С 1978 года А. И. Толстых перешёл на службу в Вычислительный центр АН СССР, где возглавил сектор прикладной гидрофизики в отделе академика О. М. Белоцерковского.

### Научный вклад
- В начале 1970-х А. И. Толстых разработал семейство принципиально новых компактных ориентированных разностных схем третьего порядка точности. С помощью этих схем уже на основе имевшихся на то время вычислительных средств (БЭСМ-6) удалось проводить получать приемлемые по точности для инженерных приложений численные решения уравнений Навье-Стокса сжимаемого вязкого газа;
- в 1980-е годы сотрудниками отдела под руководством А. И. Толстых на основе данного подхода был разработан пакет прикладных программ для расчёта процессов, происходящих в океанической среде;
- в то же десятилетие (1980-е годы) Андрей Игоревич предложил новые семейства компактных ориентированных разностных схем третьего и пятого порядков с особенно большим запасом устойчивости при вычислениях;
- во второй половине 90-х годов А. И. Толстых разработал мультиоператорный способ построения компактных ориентированных и симметричных разностных схем произвольного порядка точности, допускающих управление диссипативными и дисперсионными свойствами;
- последние годы проф. А. И. Толстых предложил и совершенствует новый подход к использованию радиальных базисных функций в задачах теории упругости и гидродинамики.

## Научные труды
А. И. Толстых является автором более 75 научных работ, неоднократно приглашался и выступал на зарубежных конференциях по своему направлению.
Основные монографии и учебные пособия:
1. Белоцерковский О. М., Головачёв Ю. П., Грудницкий В. Г., Давыдов Ю. М., Душин В. К., Лунькин Ю. П., Магомедов К. М., Молодцов В. К., Толстых А. И., Фомин В. Н., Холодов А. С. Численное исследование современных задач газовой динамики. М: Наука, 1974. 397 с.
2. Разностные методы повышенной точности для задач аэрогидродинамики [Учеб. пособие] / А. И. Толстых. М.: МФТИ, 1985.
3. Компактные разностные схемы и их применение в задачах аэрогидродинамики. / под ред. акад. О. М. Белоцерковского. М.: Наука. 1990. 230 с. ISBN 5-02-006701-6.
4. High Accuracy Non-centered Compact Difference Schemes for Fluid Dynamics. Singapore: World Scientific, 1994. 314 p.
5. Компактные и мультиоператорные аппроксимации высокой точности для уравнений в частных производных / А. И. Толстых ; Москва : Наука, 2015. 349 с. ISBN 978-5-02-039189-5.

## Преподавательская деятельность
А. И. Толстых более четверти века преподаёт по совместительству в МФТИ (на ФАЛТ и на кафедре вычислительной математики).
В 2011 г. ему присвоено почётное звание «Заслуженный преподаватель МФТИ».
Подготовил не менее 3 кандидатов наук.

## Награды и звания
- Медаль «В память 850-летия Москвы» (1997).